# 富山県道290号福光停車場線
富山県道290号福光停車場線（とやまけんどう290ごう ふくみつていしゃじょうせん）は、富山県南砺市内を通る一般県道（富山県道）である。

## 概要

### 路線データ
- 起点：富山県南砺市荒木5474番の1[1]（＝JR福光駅前）
- 終点：富山県南砺市荒木5532[1]（＝福光駅前交差点・国道304号（富山県道27号金沢井波線重複）交点、富山県道20号砺波福光線終点）

## 歴史
- 1960年（昭和35年）4月23日：路線認定[1][2]。

## 地理

### 通過する自治体
- 富山県南砺市

### 接続道路
- 国道304号（富山県道27号金沢井波線重複）、富山県道20号砺波福光線（南砺市福光・福光駅前交差点：終点）

### 周辺
- JR城端線 福光駅
- 南砺市役所 福光庁舎（福光行政センター、旧福光町役場）
- 小矢部川